# Olcenengo
Olcenengo – miejscowość i gmina we Włoszech, w regionie Piemont, w prowincji Vercelli.
Według danych na rok 2004 gminę zamieszkiwało 607 osób, 37,9 os./km².